# Eurydyka (driada)
Eurydyka (także Eurydike; gr. Εὐρυδίκη Eurydíkē, łac. Eurydice) – w mitologii greckiej jedna z hamadriad.
Uchodziła za żonę Orfeusza. Zmarła od ukąszenia jadowitego węża. Nastąpiła na węża podczas zbierania ziół w lesie w dolinie rzeki Penejos w pobliżu Tempe w Tesalii, uciekając przed myśliwym Aristajosem. Nimfy leśne opowiedziały o tym Orfeuszowi, który to niezwłocznie udał się do podziemnego świata zmarłych.
Orfeusz błagał Hadesa o jej powrót na ziemię: zmiękczył wolę boga podziemi i jego żony Persefony żałosną pieśnią. Hades zgodził się wydać Eurydykę pod jednym warunkiem – Orfeusz miał z nią wyjść z podziemi, idąc pierwszy i nie oglądając się za siebie. Gdy jednak małżonkowie zbliżali się do wyjścia i widać już było światło słońca, Orfeusz – wbrew zakazowi – obejrzał się, by ujrzeć twarz Eurydyki i utracił swą żonę na zawsze.
Mit o Eurydyce i Orfeuszu był wielokrotnie wykorzystywany w kulturze, upodobała go sobie zwłaszcza opera. W 1600 roku powstała druga opera Jacopo Periego i równocześnie druga opera w historii, a pierwsza zachowana, zatytułowana właśnie Eurydyka (Euridice). Tą samą tematyką zajmowali się później również m.in. Claudio Monteverdi (Orfeusz), Christoph Willibald Gluck (Orfeusz i Eurydyka) i Jacques Offenbach (Orfeusz w piekle). Do mitu o Orfeuszu i Eurydyce odnosi się również film Czarny Orfeusz. W 2016 swoją premierę na Broadwayu miał musical Hadestown, który w dużej mierze bazuje na micie i oddaje jego klimat.